# 鏑木創
鏑木 創（かぶらぎ はじめ、1926年〈大正15年〉2月27日 - 2014年〈平成26年〉9月4日）は日本の作曲家、編曲家。日活ロマンポルノ作品では「月見里太一」名義を用いた。

## 略歴
神奈川県生まれ。1945年（昭和20年）東京高等商船学校航海科卒業。1952年（昭和27年）東京音楽学校本科作曲部卒業。作曲を池内友次郎、木下忠司に師事する。
1950年代から1990年代にかけて、アクション、スリラー、喜劇、ポルノといった大衆的な娯楽映画や2時間ドラマのサスペンス物などに音楽を数多く提供。耳に馴染みやすい明快なメロディを特徴とする作風で、多くの観客に親しまれた。石井輝男、井上梅次、加藤泰といった娯楽映画の職人監督への楽曲提供が特に有名である。
代表作としては、1961年に発表された石原裕次郎と牧村旬子のデュエット曲「銀座の恋の物語」と、テレビ朝日系列の2時間ドラマ枠「土曜ワイド劇場」の名物シリーズだった『江戸川乱歩の美女シリーズ』の歴代のテーマ曲が挙げられる。
甥にお笑いコンビ「こりゃめでてーな」の大江健次がいる。
2014年9月4日、死去。享年88。

## 作品

### 映画
- 千万長者の恋人より 踊る摩天楼（1956年、松竹）[1][注釈 2]
- 赤い波止場（1958年、日活）[1]
- 朝を呼ぶ口笛（1959年、松竹）[1]
- ゆがんだ月（1959年、日活）
- 男が命を賭ける時（1959年、日活）
- やくざ先生（1960年、日活）
- 男の怒りをぶちまけろ（1960年、日活）
- 海の情事に賭けろ（1960年、日活）
- 街から街へつむじ風（1961年、日活）[1]
- 無鉄砲大将（1961年、日活）
- 女の橋（1961年）
- 宇宙快速船（1961年、ニュー東映）[1]
- 安寿と厨子王丸（1961年、東映動画）[1][注釈 3]
- 悪名シリーズ（大映）[1]
  - 悪名（1961年）
  - 続悪名（1962年）
  - 続新悪名（1962年）
  - 第三の悪名（1963年）
  - 悪名一番（1963年）
  - 悪名幟（1965年）
  - 悪名無敵（1965年）
  - 悪名桜（1966年）
  - 悪名一代（1967年）
  - 悪名十八番（1968年）
  - 悪名一番勝負（1969年）
- 銀座の恋の物語（1962年、日活）[1]
- 暗黒街最後の日（1962年、東映）
- 煙の王様（1963年）
- 鬼検事（1963年）
- 恐喝（1963年）
- 破れ傘長庵（1963年）
- 十七人の忍者（1963年）
- 男の紋章シリーズ（日活）
  - 男の紋章（1963年）
  - 続男の紋章（1963年）
  - 男の紋章 風雲双つ竜（1963年）
  - 男の紋章 喧嘩街道（1965年）
  - 男の紋章 流転の掟（1965年）
  - 男の紋章 俺は斬る（1965年）
  - 男の紋章 竜虎無情（1966年）
- 十兵衛暗殺剣（1964年）
- くノ一忍法（1964年）
- 兵隊やくざシリーズ（大映）
  - 新・兵隊やくざ（1966年）
  - 兵隊やくざ 俺にまかせろ（1967年）
  - 兵隊やくざ 殴り込み（1967年）
  - 兵隊やくざ 強奪（1968年）
- 若親分出獄 (1965年）
- 若親分兇状旅 （1967年）
- 古都憂愁 姉いもうと（1967年)
- 女賭博師シリーズ（大映）
  - 女賭場荒し（1967年）
  - 三匹の女賭博師（1967年）
  - 関東女賭場（1968年）
  - 女賭博師乗り込む（1968年）
  - 女賭博師鉄火場破り（1968年）
  - 女賭博師尼寺開帳（1968年）
  - 女賭博師絶縁状（1968年）
  - 女賭博師奥ノ院開帳（1968年）
  - 女賭博師みだれ壷（1968年）
  - 女賭博師さいころ化粧（1969年）
  - 女賭博師十番勝負（1968年）
  - 女賭博師丁半旅（1968年）
  - 女賭博師花の切り札（1969年）
  - 女賭博師壷くらべ（1970年）
  - 新女賭博師 壷ぐれ肌（1971年）
- 侠勇の花道 ドス（1966年）
- 泥棒番付（1966年、大映）
- 東京流れ者（1966年）
- 刺青（1966年）
- あゝ同期の桜（1967年）
- ある殺し屋（1967年）
- 大奥(秘)物語（1967年）
- 紅の流れ星（1967年、日活)[1]
- 尼寺(秘)物語（1968年）
- とむらい師たち（1968年）
- みな殺しの霊歌（1968年）
- 恐喝こそわが人生（1968年）
- 東シナ海（1968年）
- 怪談残酷物語（1968年）
- 秘録おんな蔵（1968年）
- 関東おんな悪名（1969年）
- 黒薔薇の館（1969年）
- 博徒一代 血祭り不動（1969年、大映）
- 江戸川乱歩全集 恐怖奇形人間（1969年）
- 盛り場仁義 (1970年、日活）
- おんな牢秘図（1970年）
- 土忍記 風の天狗（1970年）
- 殺し屋人別帳（1970年）
- 不良少女 魔子（1971年）
- 温泉みみず芸者（1971年、東映）[1]
- 現代ポルノ伝 先天性淫婦（1971年、東映）[1]
- 男の世界（1971年）
- 狐のくれた赤ん坊（1971年）
- 白い天使の抱擁（1972年、日活）[1][注釈 4]
- 覗かれた情事（1972年、日活）[1][注釈 4]
- 昼下りの情事 裏窓（1972年、日活）[1][注釈 4]
- 緋ぢりめん博徒（1972年）
- 追いつめる（1972年、松竹）[1]
- 恐怖女子高校 アニマル同級生（1973年）
- 日本侠花伝（1973年）
- 女囚さそり 701号怨み節（1973年）
- 忘八武士道（1973年）
- 必殺シリーズ（松竹）
  - 必殺仕掛人（1973年）
  - 必殺仕掛人 梅安蟻地獄（1973年）
  - 必殺仕掛人 春雪仕掛針（1974年）
- 宮本武蔵（1973年）
- あばよダチ公（1974年、日活）[1][注釈 4]
- 直撃! 地獄拳（1974年、東映）[1]
- 直撃地獄拳 大逆転（1974年、東映）[1]
- 東京湾炎上（1975年、東宝）[1]
- 実録三億円事件 時効成立（1975年）[1]
- 暴行切り裂きジャック（1976年、日活）[1][注釈 4]
- 反逆の旅（1976年）
- 河内のオッサンの唄 (1976年）
- 江戸川乱歩の陰獣（1977年、松竹）[1]
- 空手バカ一代（1977年）
- 泥だらけの純情（1977年）
- 沖縄10年戦争（1978年）
- カラテ大戦争（1978年）
- 色情三姉妹 ひざくずし（1979年、日活）[1][注釈 4]
- 団鬼六 縄と肌（1979年、日活）[1][注釈 4]
- 日本の黒幕（1979年）
- 彩り河（1984年）
- ゲンセンカン主人（1993年）
- 無頼平野（1995年）

### テレビドラマ
- 怪人二十面相  (1958年 -  1960年)[1]
- とぼけた奴ら (1967年 -  1968年)
- 土曜ワイド劇場
  - 江戸川乱歩の美女シリーズ（1977年 - 1994年）
  - 悪魔を見た家族（1981年）
  - 松本清張の溺れ谷（1983年）
  - 整形復顔サスペンスシリーズ（1984年 - 1988年）[注釈 5]
  - 京都・大原女の謎（1988年）
  - 松本清張スペシャル・書道教授（1995年）
- 爆走!ドーベルマン刑事（1980年）
- 時代劇スペシャル
  - 「おんな霧隠才蔵 戦国忍者風雲録」（1982年）
  - 「道場破り」（1982年）
  - 「夕陽の用心棒」（1983年）
- 松本清張の黒革の手帖（1984年）
- 暴れ九庵（1984年 - 1985年）
- スタア誕生（1985年）

### 歌謡曲
- 石原裕次郎・牧村旬子「銀座の恋の物語」
- 石原裕次郎「街から街へつむじ風」「赤い波止場」「男が命を賭ける時」「東京の日曜日」
- 勝新太郎「悪名」
- 渡哲也「男のエレジー」「男の掟」
- 小林旭「たびがらす」「夜の主役」
- 宍戸錠「ノサップの銃」
- 黒沢明とロス・プリモス「小さなお店をもちました」
- 加山雄三「くらしの河」「東から来た男」
- 北島三郎「我愛香妃」「海へ帰ろう」
- 水前寺清子「赤ちゃんによろしく」「カラスの歌」「鈴つけ地蔵」「月夜の草笛」「りんごの約束」
- 瀬川瑛子「噂・モトマチ・涙町」「再見上海」
- 美川憲一「夜のピアノ」
- 石橋正次「あいつ」
- 芦野宏「男と女の曲り角」「悲し実・あきら芽」
- 若山彰「アカシヤの札幌」「うたげ」「鈴子の唄」
- 栗原小巻「彩る愛」「もうこれ以上は危険です」
- 大楠道代（安田道代）・太田博之「若い時計台」
- 横山ノック「ガンバレ!たこやきちゃん」「ごめんねたいやきくん」
- かぐや姫「天国のかぐや姫」
- 牧村旬子「ゆがんだ月」

### 校歌
- 港区立高陵中学校
- 墨田区立本所中学校
- 藤沢市立大庭中学校
- 相模原市立緑が丘中学校
- 相模原市立麻溝小学校
- 横浜市立本牧南小学校
- 静岡県立浜松湖南高等学校
- 横浜市立神大寺小学校
- 弓削商船高等専門学校

### 楽曲
- トランペット・イン・ラブ
- 吹奏楽のためのレジェンド第一番
- メロディ・オブ・セヴンス（1952/吹奏楽）
- ピアノのための小さなロマンスⅠ[注釈 5]
- ピアノ・デュオのためのバラード1[注釈 5]